# Øster Starup Sogn
Øster Starup Sogn ist eine Kirchspielsgemeinde (dän.: Sogn) im südlichen Dänemark. Bis 1970 gehörte sie zur Harde Brusk Herred im damaligen Vejle Amt, danach zur Egtved Kommune im erweiterten Vejle Amt, die im Zuge der  Kommunalreform zum 1. Januar 2007 in der „neuen“  Vejle Kommune in der Region Syddanmark aufgegangen ist.
Im Kirchspiel leben 2083 Einwohner (Stand:1. Januar 2023). Im Kirchspiel liegt die Kirche „Øster Starup Kirke“.
Nachbargemeinden sind im Westen Egtved Sogn, im Norden Ødsted Sogn, Jerlev Sogn und Højen Sogn und im Nordosten Smidstrup Sogn, sowie in der südlich benachbarten Kolding Kommune im Südosten Viuf Sogn, im Süden Almind Sogn und im Südwesten Vester Nebel Sogn.